# Julius Adler (homme politique)
Ne doit pas être confondu avec Julius Adler (avocat).
Pour l’article homonyme, voir Adler.
Julius Adler, né le 23 janvier 1894 à Neunkirchen (province de Rhénanie, royaume de Prusse) et probablement mort le 8 avril 1945 à Bergen-Belsen, est un homme politique allemand, membre du Parti communiste d'Allemagne (KPD). Il est député au Reichstag de la république de Weimar de 1928 à 1933. Entré en résistance après la prise de pouvoir du parti nazi, il est arrêté et interné à plusieurs reprises en raison de ses activités politiques et meurt en camp de concentration.

## Biographie
Né en 1894 à Neunkirchen, Julius Adler est le fils d'un mineur et exerce la profession de grutier. De 1914 à 1918, il prend part à la Première Guerre mondiale en tant que soldat.
D'abord membre d'une organisation de jeunesse catholique, il rejoint le Parti communiste d'Allemagne (KPD) en 1923 et devient plus tard responsable au sein du parti. Il est élu conseiller municipal de Hamborn en 1924, puis de Duisbourg en 1929 après l'incorporation de Hamborn au sein de la grande commune. Il est député au Reichstag de la république de Weimar de 1928 à 1933.
Après la prise de pouvoir des nationaux-socialistes, Adler est arrêté le 15 mars 1933 à Essen puis placé en « détention conservatoire » et interné au camp de concentration de Lichtenburg. Selon le mandat d'arrêt, Adler est placé en détention à la prison de Torgau en août 1934. Le 11 janvier 1935, il est condamné à 18 mois de rétention pour haute trahison par la IIIe chambre criminelle de la cour d'appel provinciale de Hamm (de) : d'après l'acte d'accusation, il aurait participé à trois réunions de responsables communistes en mars 1933. En 1937, il est libéré du camp de concentration de Börgermoor, avant d'être arrêté à deux reprises au cours de la même année. Après le déclenchement de la Seconde Guerre mondiale en septembre 1939, il est une nouvelle fois appréhendé par la Gestapo et déporté au camp de concentration d'Oranienbourg-Sachsenhausen. Il est ensuite transféré à Bergen-Belsen en 1945, où il meurt du typhus. Sa date de décès est incertaine ; en 1949, le tribunal cantonal de Hamborn fixe la date au 8 avril 1945.

## Hommages
En 1992, une plaque est dressée en son honneur au sein du Mémorial en souvenir des 96 membres du Reichstag assassinés par les nazis près du palais du Reichstag à Berlin, à l'angle de la Scheidemannstraße (de) et de la place de la République. Un monument commémoratif lui est également dédié au Mémorial des socialistes à Berlin-Lichtenberg. Par ailleurs, le navire 183/1 (Typ P6) de la Volksmarine de la République démocratique allemande est nommé d'après lui.